# Voanioala gerardii
Voanioala gerardii J.Dransf. è una palma della tribù delle Cocoseae, endemica del Madagascar. È l'unica specie nota del genere Voanioala.

## Distribuzione e habitat
L'areale di questa specie è ristretto a tre località disgiunte, situate nei pressi della baia di Antongil, nel Madagascar nord-orientale.
Cresce all'interno di foreste primarie di bassa quota, tra 200 e 700 m di altitudine, in associazione con altre palme e Pandanus spp..

## Conservazione
Con una popolazione residua di soli 15 esemplari, V. gerardii è classificata dalla IUCN Red List come specie in pericolo critico di estinzione (Critically Endangered).
La specie è protetta all'interno del Parco nazionale di Masoala.